# 小キュロス
キュロス（ペルシア語: کوروش, 古代ペルシア語: 𐎤𐎢𐎽𐎢𐏁 Kūruš, ギリシア語: Κῦρος Kŷros、? - 紀元前401年）は、アケメネス朝ペルシアの王子でサルディス総督。大王である兄アルタクセルクセス2世に対して反乱を起こしたが、クナクサの戦いで戦死した。その戦いに従軍したギリシャ人傭兵クセノポンの著書『アナバシス』の主要登場人物。
アケメネス朝の始祖キュロス2世と区別するため、小キュロスと呼ばれる。

## 来歴

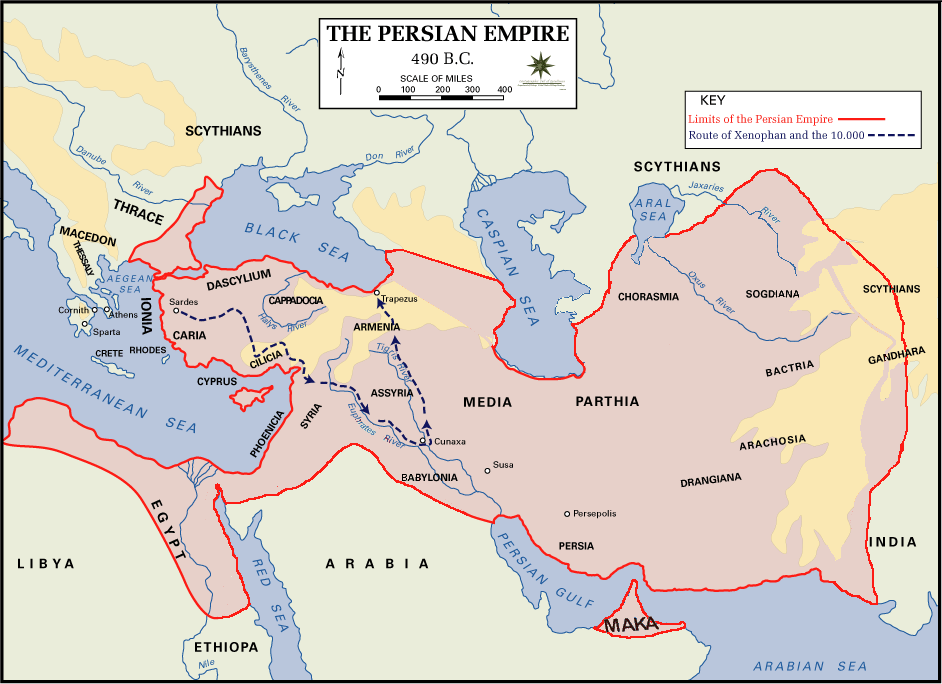
アケメネス朝の版図（ただし小キュロスの当時エジプトは離反していた）。点線はキュロス軍の進路とギリシャ兵の退路

アケメネス朝の大王ダレイオス2世の次男。クニドスの歴史家クテシアスによれば、キュロスが生まれた時には母パリュサティスは既に皇后だった、つまり父ダレイオスは王座にあったと伝わる。若くしてサルディス総督となってアナトリア支配を任され、末期のペロポネソス戦争に介入した。スパルタのリュサンドロスを支援し、アテナイを敗北に追い込んだ。
同年冬、父ダレイオスが死去する。母パリュサティスは溺愛する息子キュロスの即位を望み、生まれながらにして王子であったのはキュロスだと主張したが、ダレイオスが後継者に指名したのは（ダレイオスの即位前に生まれた）長男アルタクセルクセス2世だった。これを不服としたキュロスは兄の暗殺を狙ったが、ティッサフェルネスに裏切られたという。しかし母のとりなしでサルディス総督の地位を保持した。
サルディスに戻ったキュロスは兄に対する反乱を企て、1万人のギリシャ人傭兵を集めた。かつてキュロスが支援したスパルタも、重装歩兵700人に軍船を援軍として派遣した。キュロス軍は都を目指して東方に進撃し、ティッサフェルネスは大王に急を報じた。サルディス出発から180日後、大王率いる大軍とキュロス軍はバビロニアのクナクサで激突した。ギリシャ傭兵の活躍でキュロス軍はほとんど勝ちを収めたかに見えたが、逃げる大王を討ち取ろうと突出したキュロス自身が槍に当たって戦死した。
敵地の真っ只中に取り残されたギリシャ兵1万人のその後の苦難の退却を描いたのが『アナバシス』であるが、著者で傭兵指揮官のクセノポンは、文中でキュロスを高く評価してその英邁さを伝えている。

## 文献
- Pierre Briant: From Cyrus to Alexander: A History of the Persian Empire. Winona Lake 2002.
- Josef Wiesehöfer: Das antike Persien 550 v. Chr bis 650 n. Chr. Patmos, Düsseldorf 2005, ISBN 3-4919-6151-3.